# Setina irrorata
Setina irrorata är en fjärilsart som beskrevs av Fabricius 1798. Setina irrorata ingår i släktet Setina och familjen björnspinnare. Inga underarter finns listade i Catalogue of Life.